# Lasiolopha saturata
Lasiolopha saturata är en fjärilsart som beskrevs av Walker 1865. Lasiolopha saturata ingår i släktet Lasiolopha och familjen trågspinnare. Inga underarter finns listade i Catalogue of Life.